# Тропичен мусонен климат
 Тази статия е за климатичния тип в класификацията на Кьопен.  За типа в системата на Алисов вижте Субекваториален пояс.  
Тропичният мусонен климат е климатичен тип в класификацията на Кьопен, означаван със символа Am. Той заема междинно положение между другите два вида тропичен климат, екваториалния и тропичния саванен климат, като сухият и влажен сезон са добре изразени, но разликите между тях не са толкова големи. При мусонния климат през най-сухия месец количеството на валежите е под 60 mm, но над 100 mm – P/25, където P е годишното количество на валежите. Условие за наличие на тропичен мусонен климат е годишното количество на валежите да бъде поне 1000 mm.
Повечето територии с тропичен мусонен климат са в близост до екватора в Югоизточна и Южна Азия, Амазония, Централна Америка, Централна и Западна Африка.
Тропичният мусонен климат в системата на Кьопен не трябва да се бърка със зоната със същото наименование в класификацията на Алисов – субекваториалния пояс, който заема значително по-големи територии.